# Thitiwat Ritprasert
Thitiwat Ritprasert (ฐิติวัฒน์ ฤทธิ์ประเสริฐ; nascido em 26 de março de 1997) também conhecido como Ohm (โอห์ม) é um ator e modelo tailandês. Ele é mais conhecido por seus papéis em Until We Meet Again e Romantic Blue.

## Juventude e educação
Thitiwat Ritprasert se formou na Rajamangala University of Technology Thanyaburi com bacharelado na Faculdade de Tecnologia de Comunicação de Massa.

## Carreira
Thitiwat entrou na indústria do entretenimento participando do 'Ch8 Asia New Star Model Contest Face of Thailand 2016' e venceu o concurso. Ele também recebeu um prêmio especial do ‘Asia Model Festival 2016’. Em 2017, ele estreou no primeiro drama de TV Jai Luang no Thai Channel 8. Em 2019, sua popularidade cresceu rapidamente após atuar como Dean em Until We Meet Again com Natouch Siripongthon. Em 2024, ele se juntou à agência de produção e talentos GMMTV.

## Filmografia

### Cinema
| Ano  | Título            | Personagem | Notas |
| ---- | ----------------- | ---------- | ----- |
| 2023 | Step Up To Runway | Marwin     |       |

### Televisão
| Ano  | Título                                          | Personagem                | Notas            | Canal             |
| ---- | ----------------------------------------------- | ------------------------- | ---------------- | ----------------- |
| 2017 | Jai Luang                                       | N/A                       | Papel recorrente | Channel 8         |
| 2019 | Dong Poo Dee                                    | Rum Pichairanarong        | Papel recorrente | Channel 8         |
| 2019 | Leh Runjuan                                     | Athip                     | Papel recorrente | Channel 8         |
| 2019 | Until We Meet Again                             | Dean Ratthanon Wongnate   | Papel principal  | LINE TV           |
| 2020 | Love, Lie, Haunt The Series: The Haunted Corpse | Tak                       | Papel recorrente | Channel 8         |
| 2020 | Poot Ratikarn                                   | Pha Mueang                | Papel recorrente | Channel 8         |
| 2020 | Romantic Blue                                   | Mai                       | Papel principal  | Channel 8         |
| 2020 | Saneha Stories 3: Saneha Maya                   | Pete                      | Papel principal  | TV Thunder        |
| 2021 | Close Friend Temporada 1                        | Pierce (Ep.1)             | Papel principal  | Viu               |
| 2022 | Buang Bai Bun                                   | Eku                       | Papel recorrente | Channel 8         |
| 2022 | Close Friend Temporada 2                        | Pierce                    | Papel principal  | Viu               |
| 2022 | Oh! My Sunshine Night                           | "Kim" / Kimhant Kannakool | Papel principal  | AIS Play          |
| 2022 | 609 Bedtime Story                               | Mum                       | Papel principal  | WeTV              |
| 2022 | Buang Bai Bun                                   | Eku                       | Papel recorrente | Channel 8         |
| 2022 | Between Us                                      | Dean Ratthanon Wongnate   | Papel recorrente | GMM One           |
| 2023 | Bake Me Please                                  | Shin                      | Papel principal  | Channel 8, TrueID |
| 2024 | Lustful Phantom                                 | Inchaweng                 | Papel principal  | Channel 8, TrueID |
| 2024 | Suk Sanaeha Kraithong King Chalawan             | Chalawan                  | Papel principal  | Channel 8         |
| 2024 | Ni Kak Tai                                      | Jon                       | Papel principal  |                   |
| TBA  | My Romance Scammer                              | Yu                        | Papel principal  | GMMTV             |

## Discografia
| Ano  | Título da música       | Notas                                                                                            |
| ---- | ---------------------- | ------------------------------------------------------------------------------------------------ |
| 2019 | โชคดีแค่ไหน              | Com o elenco de Until We Meet Again                                                              |
| 2020 | เราจะกลับมาพบกันเสมอ     | Com Natouch Siripongthon Until We Meet Again OST.                                                |
| 2020 | บอกรักในใจ              | Poot Ratikarn OST.                                                                               |
| 2020 | โลกทั้งใบให้นายคนเดียว2020 | Romantic Blue OST.                                                                               |
| 2021 | พื้นที่เสี่ยง                |                                                                                                  |
| 2021 | ยืนหนึ่ง                  | Com PMCปู่จ๋าน ลองไมค์ X Natouch Siripongthon Risk Area Mv.                                          |
| 2022 | อีกนานมั้ย (How Long)     | Com Natouch Siripongthon, Warodom Khemmonta, & Panuwat Kerdthongtavee Close Friend โคตรแฟน 2 OST |
| 2022 | ถ้าเธอคิดเหมือนกัน         | No One Else (Feat. Jorin 4EVE & Ohm Thitiwat)                                                    |
| 2022 | Falling For You        | Com Natouch Siripongthon + Versão em inglês                                                      |
| 2022 | 609                    | Versão Acústica + Especial 609 Bedtime Story Ost.                                                |

## Prêmios e indicações
| Ano  | Associações             | Categoria                                       | Nomeações           | Resultado |
| ---- | ----------------------- | ----------------------------------------------- | ------------------- | --------- |
| 2021 | FEVER AWARDS 2020       | Casal do Ano (com Natouch Siripongthon)         | —                   | Venceram  |
| 2021 | FEVER AWARDS 2020       | Super Fever Awards                              | —                   | Venceu    |
| 2021 | 2021 Line TV Awards     | Melhor Cena Dramática                           | Until We Meet Again | Indicado  |
| 2021 | 2021 Line TV Awards     | Melhor Cena de Beijo (com Natouch Siripongthon) | Until We Meet Again | Indicados |
| 2021 | 2021 Line TV Awards     | Melhor Casal (com Natouch Siripongthon)         | Until We Meet Again | Indicados |
| 2021 | Siam Series Awards 2021 | Casal Imaginário (com Natouch Siripongthon)     | —                   | Venceram  |
| 2022 | FEVER AWARDS 2021       | Série Favorita                                  | Romantic Blue       | Venceu    |
| 2022 | FEVER AWARDS 2021       | Casal Imaginário (com Natouch Siripongthon)     | —                   | Venceram  |
| 2022 | Star Media 2022         | Prêmios Internacionais                          | —                   | Venceu    |
| 2023 | Asia Top Awards 2023    | Melhor Ator                                     | —                   | Venceu    |